# Textos budistas

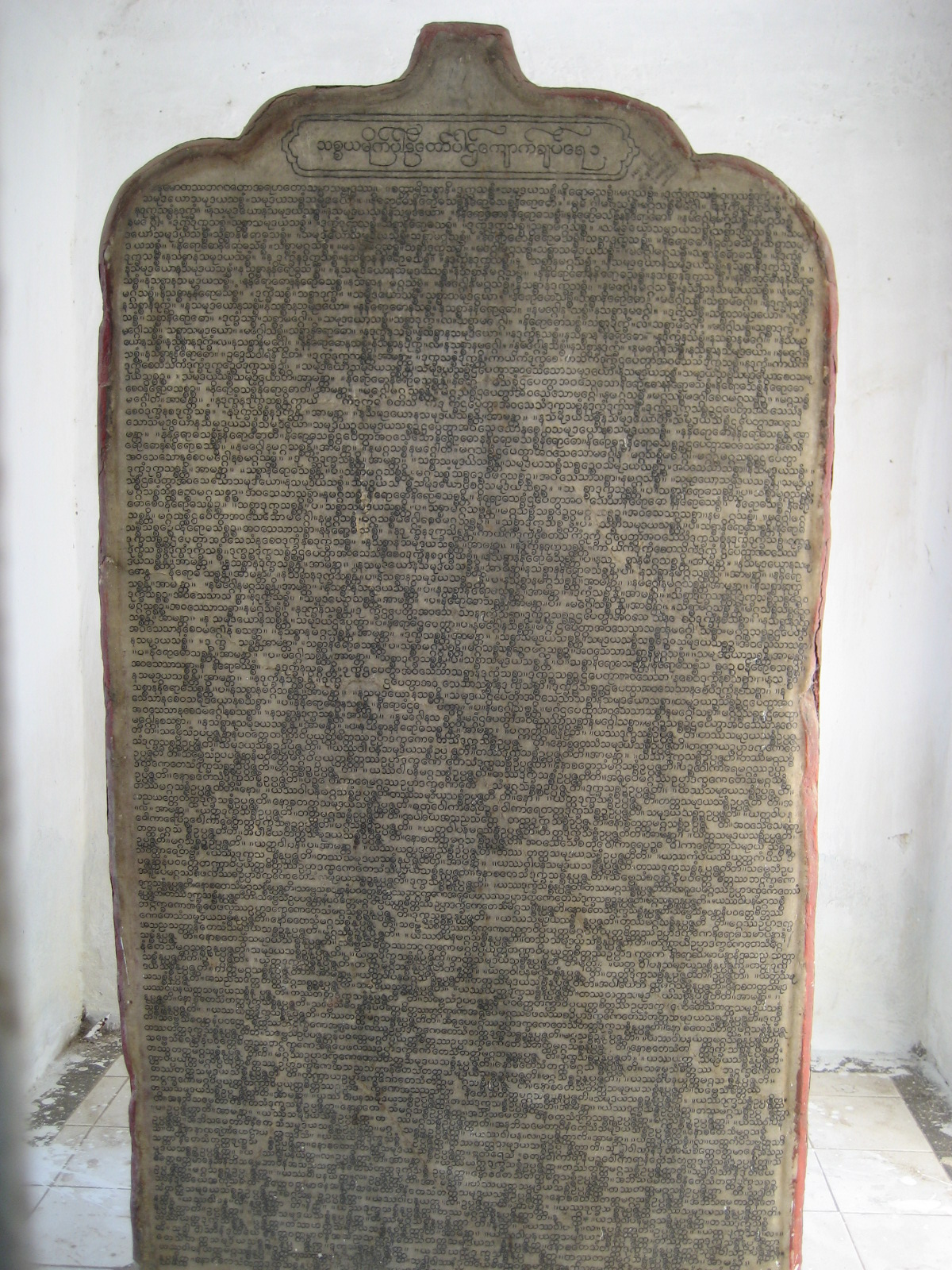
Inscrições em pedra do Maior livro do mundo em Kuthodaw, Myanmar

Textos budistas foram inicialmente transmitidos oralmente pelos monges, mas posteriormente foram escritos e compostos como manuscritos em várias línguas indo-arianas que foram então traduzidas para outras línguas locais à medida que o budismo se espalhava. Eles podem ser categorizados de várias maneiras. Os termos ocidentais "escritura" e "canônico" são aplicados ao Budismo de maneiras inconsistentes pelos estudiosos ocidentais: por exemplo, uma autoridade se refere a "escrituras e outros textos canônicos", enquanto outro diz que as escrituras podem ser categorizadas em canônico, comentário e pseudo-canônico. As tradições budistas geralmente dividem esses textos com suas próprias categorias e divisões, tal como entre Buddhavacana "palavra do Buda", muitos dos quais são conhecidos como "Sutras", e outros textos, tais como Shastras (tratados) ou Abhidharma.
Esses textos religiosos foram escritos em muitos idiomas diferentes e escritas, mas memorizar, recitar e copiar os textos era de alto valor. Mesmo após o desenvolvimento da impressão, os budistas preferiram manter suas práticas originais com esses textos.